# Оберлар
Оберлар (њем. Oberlahr) општина је у њемачкој савезној држави Рајна-Палатинат. Једно је од 119 општинских средишта округа Алтенкирхен (Вестервалд). Према процјени из 2010. у општини је живјело 763 становника. Посједује регионалну шифру (AGS) 7132083.

## Географски и демографски подаци
Оберлар се налази у савезној држави Рајна-Палатинат у округу Алтенкирхен (Вестервалд). Општина се налази на надморској висини од 195 метара. Површина општине износи 2,8 km². У самом мјесту је, према процјени из 2010. године, живјело 763 становника. Просјечна густина становништва износи 271 становника/km².